# 조나탄 링
에릭 조나탄 링(스웨덴어: Erik Jonathan Ring, 1991년 12월 5일 ~ )은 스웨덴의 축구 선수이다. 포지션은 미드필더이다. 현재 [칼마르 FF] 소속이다.